# Himantoides
Himantoides este un gen de molii din familia Sphingidae, conținând o singură specie, Himantoides undata, răspândită în Jamaica. 